# 동아나톨리아 단층

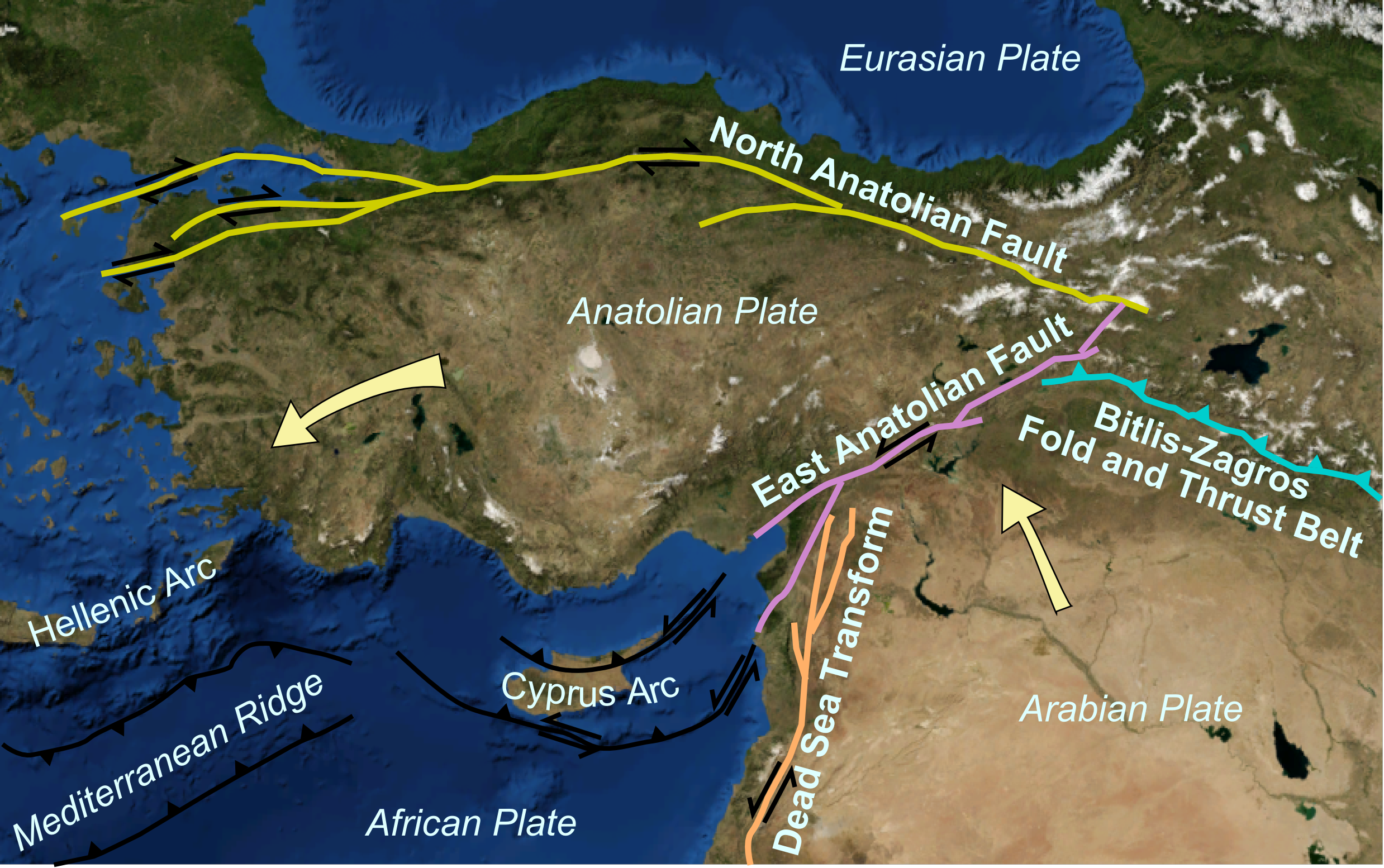
아나톨리아판

동아나톨리아 단층(영어: East Anatolian Fault, 튀르키예어: Doğu Anadolu Fay Hattı)은 튀르키예 동부의 주요 단층대이다. 아나톨리아판과 아라비아판이 만나는 지각 경계이다. 북아나톨리아 단층과 만나는 튀르키예 동부의 칼리오바(Kaliova) 삼중합점에서 가지안테프 부근을 지나 사해 단층과 만나는 키프로스 부근의 마라슈 삼중합점까지 이어지는 연장 약 550 km의 단층이다. 이 단층은 아나톨리아판과 아라비아판의 경계를 이룬다.

## 지진
이 단층을 따라 몇몇 파괴적인 지진들이 발생했는데, 1971년 천여 명의 사상자를 낸 규모 6.6의 빙괼 지진(en:1971 Bingöl earthquake), 규모 6.1의 1986년 말라티아 지진(en:1986 Malatya earthquake), 177명의 사망자를 낸 규모 6.4의 2003년 빙괼 지진(en:2003 Bingöl earthquake), 규모 6.1의 2010년 엘라지 지진(en:2010 Elazığ earthquake), 규모 6.7의 2020년 엘라지 지진 등이 있다. 보다 최근에는 가지안테프 부근에서 2023년 튀르키예-시리아 지진이 발생했다.

## 같이 보기
- 아나톨리아판
- 북아나톨리아 단층
- 2023년 튀르키예-시리아 지진 - 이 단층에서 발생했다.